# Эффективно заземлённая нейтраль
Эффективно заземлённая нейтраль — нейтраль трёхфазной электрической сети выше 1000В (1 кВ и выше), коэффициент замыкания на землю в которой не более Кзам = 1,4.
Коэффициент замыкания на землю в трехфазной электрической сети — это отношение разности потенциалов между неповреждённой  фазой и землёй в точке замыкания  на землю другой или двух других фаз  к разности потенциалов между фазой и землёй в этой точке до замыкания.
Иначе говоря, при замыкании фазы в сети с изолированной нейтралью напряжение между землёй и неповреждёнными фазами возрастает до линейного — примерно в 1,73 раза; в сети с эффективно заземлённой нейтралью напряжение на неповреждённых фазах относительно земли возрастёт не более чем в 1,4 раза. Это особенно важно для сетей высокого напряжения, что уменьшает количество изоляции при изготовлении сетей и аппаратов, удешевляя их производство. Согласно рекомендации МЭК к сетям с эффективно-заземлённой нейтралью относят сети высокого и сверхвысокого напряжения, нейтрали которых соединены с землёй непосредственно или через небольшое активное сопротивление. В СССР и России сети с эффективно-заземлённой нейтралью - это сети напряжением 110 кВ и 150 кВ.

## Недостатки
- Возникновение больших токов короткого замыкания (к.з.) через заземлённые нейтрали трансформаторов при замыкании одной фазы на землю, что должно быть быстро устранено отключением от устройств релейной защиты. Большинство коротких замыканий на землю в сетях 110 кВ и выше относятся к самоустранимым и электроснабжение обычно восстанавливается АПВ.
- Удорожание сооружения контура заземления, способного отводить большие токи к.з.
- Значительный ток однофазного к.з., при большом количестве заземлённых нейтралей трансформаторов может превышать значение трёхфазного тока к.з. Для устранения этого вводят режим частично разземлённых нейтралей трансформаторов (часть трансформаторов 110-220 кВ работают с изолированной нейтралью: нулевые выводы трансформаторов присоединяются через разъединители, которые находятся в отключённом состоянии). Ещё одним из способов ограничения тока к.з. на землю-это заземление нейтралей трансформаторов через активные токоограничивающие сопротивления.

## Особенности выполнения эффективно заземлённой нейтрали
Согласно ПТЭЭП максимально допустимая величина сопротивления заземляющего устройства для сетей с эффективно заземлённой нейтралью (для электроустановок выше 1000 В и с большим током замыкания на землю — свыше 500 А — каждого объекта) составляет 0,5 Ом с учётом естественного заземления (при сопротивлении искусственного заземляющего устройства — не более 1 Ом). Это вызвано необходимостью пропускания значительных токов при к.з. на землю, высоким и сверхвысоким напряжением сети, требованием ограничения напряжения между землёй и неповреждёнными фазами, а также возможностью появления при авариях высоких напряжений прикосновения, шаговых напряжений и опасных «выносов потенциалов» за территорию подстанции. Необходимость равномерности распределения потенциалов внутри подстанции и исключения появления шаговых напряжений на значительном удалении от подстанции исключается т.н. устройством выравнивания потенциалов, которое является составной частью заземляющего устройства для эффективно заземлённых нейтралей. Особые требования для заземляющих устройств с эффективно заземлёнными нейтралями создаёт значительные трудности для их расчёта и сооружения, делает их материалоёмкими, особенно для грунтов с высоким удельным сопротивлением (каменистые, скальные, песчаные грунты) и стеснёнными условиями сооружения.